# A Moment of Love
A Moment of Love (conosciuto anche come SOS) è il titolo del secondo e ultimo album di inediti dei La Bouche. L'album è stato pubblicato nel 1997 in Europa e l'anno successivo in America ed è stato trainato dalla hit "You Won't Forget Me".

## Tracce

### Versione europea (A Moment of Love)
1. "You Won't Forget Me"
2. "Unexpected Lovers"
3. "SOS"
4. "A Moment Of Love"
5. "Whenever You Want"
6. "I Can't Stand The Rain"
7. "On A Night Like This"
8. "Body & Soul"
9. "Say You'll Be Mine"
10. "Don't Let The Rain"
11. "Sweet Little Persuader"
12. "Say It With Love"
13. "You Won't Forget Me (House Mix)"
14. "Candle In The Wind '97 (Gospel Version)"

### Versione americana (SOS)
1. "You Won't Forget Me"
2. "Unexpected Lovers"
3. "SOS"
4. "A Moment Of Love"
5. "Whenever You Want"
6. "I Can't Stand the Rain"
7. "On A Night Like This"
8. "Bolingo"
9. "Body & Soul"
10. "Say You'll Be Mine"
11. "Don't Let The Rain"
12. "Sweet Little Persuader"
13. "Say It With Love"
14. "You Won't Forget Me (Original Mix)"